# Roman Hermann
Roman Hermann (Schaan, 27 maart 1953) is een voormalig Liechtensteiner wielrenner, voornamelijk actief als baanwielrenner.

## Biografie
Hermann was professioneel wielrenner van 1975 tot 1996. Hij was veruit de beste wielrenner die Liechtenstein ooit heeft voortgebracht en was vooral een succesvol zesdaagsenwielrenner. Hij was als amateur en in het begin van zijn profcarrière ook actief als wegrenner, maar dan voornamelijk in Zwitserland en Duitsland. Zo werd hij in 1979 nationaal kampioen op de weg.
Hij heeft in zijn lange carrière als professional wielrenner in totaal 182 zesdaagsen verreden, waarvan hij er 15 als winnaar wist af te sluiten. Hij neemt hiermee een gedeelde 43e plaats in op de lijst van meeste overwinningen. Van deze overwinningen heeft hij de meeste (3) met de Duitser Jozef Kristen behaald. Ook opmerkelijk is dat hij twee zesdaagsenoverwinningen heeft behaald met zijn jongere broer Sigmund Hermann (1959-2014).
Een van zijn grootste successen boekte Roman Hermann in 1982, toen hij bij de Wereldkampioenschappen baanwielrennen in Leicester een bronzen medaille won bij de puntenkoers. Verder heeft hij met Jozef Kristen in 1986 de Europese titel koppelkoers voor ploegen behaald. In 1977 reed hij als gastrenner bij de Frisol-formatie de Ronde van Zwitserland.
Peter Hermann (geboren 1963), een jongere broer van Roman en Sigmund, was eveneens wielrenner. In 1988 nam hij deel aan de Olympische Spelen in Seoul.

## Overzicht zesdaagsenoverwinningen
| Nr. | Jaar   | Zesdaagse van | Samen met                     |
| --- | ------ | ------------- | ----------------------------- |
| 1   | 1980   | Zürich        | Horst Schütz                  |
| 2   | 1981   | Hannover      | Horst Schütz                  |
| 3   | 1984   | Buenos Aires  | Eduardo Trillini              |
| 4   | 1985   | Dortmund      | Josef Kristen                 |
| 5   | 1986   | Keulen        | Sigmund Hermann               |
| 6   | 1986-2 | Madrid        | Sigmund Hermann               |
| 7   | 1987   | Stuttgart     | Josef Kristen                 |
| 8   | 1987   | Bassano       | Tony Doyle en Moreno Argentin |
| 9   | 1987   | Münster       | Josef Kristen                 |
| 10  | 1987   | Dortmund      | Danny Clark                   |
| 11  | 1988   | Stuttgart     | Dietrich Thurau               |
| 12  | 1988   | Kopenhagen    | Hans-Hendrik Oersted          |
| 13  | 1988   | Grenoble      | Charly Mottet                 |
| 14  | 1988   | Gent          | Urs Freuler                   |
| 15  | 1989   | Bremen        | Andreas Kappes                |

| Aantal | Samen met |
| ------ | --- |
| 3      | - Jozef Kristen |
| 2      | - Horst Schütz - Sigmund Hermann |
| 1      | - Eduardo Trillini - Tony Doyle - Moreno Argentin - Danny Clark - Dietrich Thurau - Hans-Hendrik Oersted - Charly Mottet - Urs Freuler - Andreas Kappes |

Wielerploegen van Roman Hermann
Allan ·
Baert (tot 30/06) ·
Bouckaert ·
Clinckart ·
De Wolf ·
Hermann ·
den Hertog ·
Kamper ·
Loysch ·
Malfait ·
Ocaña ·
Priem ·
Raas ·
Romero ·
Rompelberg ·
Rosiers ·
Schepmans ·
Smit ·
Steels ·
Van Der Linden ·
Vandersnickt · 
Wellens ·

Wesemael · 
Wildeboer · 
Wuyckens